# تپه دستجرد ۲
تپه دستجرد ۲ مربوط به دوران‌های تاریخی پس از اسلام است و در شهرستان قزوین، روستای دستجرد واقع شده و این اثر در تاریخ ۱۰ مهر ۱۳۸۰ با شمارهٔ ثبت ۳۹۰۴ به‌عنوان یکی از آثار ملی ایران به ثبت رسیده است.